# World Wide Web Wanderer
Der World Wide Web Wanderer (auch nur als Wanderer bekannt) wurde im Juni 1993 von Matthew Gray als erster Webcrawler für das World Wide Web am Massachusetts Institute of Technology entwickelt, um die Größe und den Zuwachs des Internets zu vermessen. Er basierte auf der Programmiersprache Perl.
Der Wanderer erzeugte einen Index, der als Wandex bekannt wurde, und ging seiner Aufgabe bis zur Einstellung des Projekts im Jahr 1995 nach.